# ブリヂストン丸
ブリヂストン丸は、かつて運航されていたLPG船である。世界初の冷却式LPG船として、液化石油ガス（LPG）のプロパンおよびブタンを輸送していた。

## 歴史
1954年、アメリカのユニオン ストックヤード アンド トランジット社 (Union_Stock_Yards) は、産油地で未利用のまま排出される天然ガスを冷凍・液化し、遠隔地に海上輸送する技術を確立した。ブリヂストン社長の石橋正二郎は、同社の関係者と会談し、液化ガスの輸入販売事業への進出を決めた。1960年にブリヂストン液化ガスを設立、ブリティッシュ・ペトロリアムからLPGの供給を受ける契約を締結した。
日本でLPGの海上輸送が始まったのは1960年頃からで、本船以前には「第一えるぴい丸」をはじめ1,000m3程度以下の加圧式タンクを備えて内航輸送を行っていた。
本船は世界初の大型冷却型LPG船として三菱日本重工業横浜造船所で建造され、1961年11月7日に進水した。1962年にクウェートに向け出港。同年の帰港に合わせて、川崎港にLPG基地が開設された。
ブリヂストン液化ガスは、LPGの需要が当初想定した合成ゴム原料よりも燃料用として供給される割合が高かったため、1966年にエネルギー部門の強い三井物産の50%の出資を受け、1991年には全株式を三井物産に譲渡した。2011年にはJX日鉱日石エネルギーのLPG事業と統合して、ENEOSグローブとなっている。

## 構造
冷却式は、加圧式に比べて同一容積に積載できるガスの量が多く、耐圧容器を必要としない利点がある半面、マイナス40℃以上の低温となることから金属材料の低温脆性を受ける。三菱日本重工業は、ブリヂストン液化ガスの技術提携先のConch International Methaneおよびコンサルタント会社のJ._J._Henryと緊密に連携して建造にあたった。タンクには21/4%ニッケル鋼を使用。溶接は2.5%ニッケル系溶接棒を用いて全て手溶接で行われた。タンクは船体二重構造の内面のグラスウールを使用した防熱面で支持されている。
以降に三菱重工業で建造されるLPG船には本船で培った経験をもとに更なる技術開発が行われ、第2船となる「第2ブリヂストン丸」ではタンク体に21/4%ニッケル鋼に代えてアルミキルド鋼を採用。防熱材はポリウレタンフォームの現場発泡で施工された。さらに、第3船となる「山秀丸」では、低温用鋼サブマージアーク自動溶接法が開発された。